# Nada Čučnik Majcen
Nada Čučnik-Majcen (rojstno ime Nada Apolonija Čučnik), slovenska kemičarka, konservatorka in bibliotekarka, * 19. januar 1937, Sarajevo.
Prispevala je k razvoju metod konservacije in restavracije arhivskega, knjižničnega in grafičnega gradiva ter razvoju knjižnično-informacijske dejavnosti na Slovenskem. 

## Življenjepis
Rojena je bila slovenskim staršem v Sarajevu. Oče Viktor Čučnik je bil po poklicu strojni tehnik, mati Suzana Čučnik, rojena Kogej pa je bila uslužbenka. 
Osnovno šolo je Nada obiskovala v Sarajevu ter tam opravila tudi gimnazijo, ki jo je zaključila leta 1955. V Ljubljani je študirala kemijo na Fakulteti za rudarstvo, metalurgijo in kemijsko tehnologijo. Diplomirala je leta 1960 in se še istega leta kot asistentka zaposlila na Institutu Jožef Stefan. Leta 1963 se je zaposlila na Fakulteti za naravoslovje in tehnologijo v Ljubljani kot asistentka za anorgansko kemijo. Tam je delala do leta 1970, ko se je kot analitik v laboratoriju zaposlila na Carinarnici v Ljubljani. Med delom na Carinarnici je v Beogradu opravila zvezni carinski izpit. Leta 1975 je postala vodja Sektorja za konservacijo in restavracijo arhivskega, knjižničnega in grafičnega gradiva v Muzeju ljudske revolucije Slovenije. Opravljala je konservatorska dela za matično ustanovo, ter tudi za druge muzeje, arhive in galerije v Sloveniji. Kasneje se je zaposlila v Arhivu SRS. Do leta 1983 je vodila Sektor za konservacijo in restavracijo premične kulturne dediščine arhiva. Leta 1983 pa je prevzela vodenje Centralne tehnične knjižnice (v nadaljevanju CTK). Na tem mestu je ostala do leta 1990, leto kasneje pa se je upokojila. 

## Delo
V Muzeju ljudske revolucije Slovenije in Arhivu SRS se je posvečala predvsem razvoju metod konservacije in restavracije arhivskih gradiv. S sodelavci Inštituta za celulozo in papir v Ljubljani se je vključevala v raziskovalno delo. Proučevali so lastnosti papirja glede na način in čas izdelave ter temeljne vzroke za njegovo propadanje. Te raziskave so bile ob upoštevanju podobnih tujih raziskav osnova za razvoj novih metod konservacije pisnih dokumentov. Svoje znanje je kot ena vodilnih slovenskih strokovnjakinj za konservacijo in restavracijo premične kulturne dediščine nenehno izpopolnjevala, ter ga prenašala na mlajše sodelavce. Sodelovala je tudi pri prenosu tega znanja v arhive, muzeje in knjižnice po Jugoslaviji. V priročniku Zapis v čas (1996) je povzela osnove varovanja in konserviranja knjižničnega in arhivskega gradiva. 
V okviru tečajev, ki jih je prirejal NUK kot pripravo na strokovne izpite za pridobitev nazivov iz knjižničarske stroke, je predavala o zaščiti knjižničnih gradiv. Od leta 1978 je bila članica izpitne komisije za priznavanje strokovnih kvalifikacij za muzealce, arhiviste in bibliotekarje za področje zaščite in konservacije premične kulturne dediščine. Poleg tega pa je 4 leta (1978-1982) predavala predmet Zaščita knjižničnega gradiva na Pedagoški akademiji v Ljubljani.
Z vodenjem CTK je spodbujala predvsem razvoj knjižnično-informacijske dejavnosti. Knjižnica je med prvimi v takratni Jugoslaviji uvedla sodobne metode znanstvenega in strokovnega informiranja, ki so temeljile na uporabi nove tehnološke opreme (mdr. prvih osebnih računalnikov, terminalov, bralnikov mikrofilmov in mikrofišev). Ko je bila pri ZBDS ustanovljena Sekcija za specialne knjižnice, si je prizadevala, da je sekcija dobila svoje stalno bivališče v CTK. Sodelovala je pri razvoju enotnega knjižnično-informacijskega sistema v Sloveniji in Jugoslaviji. Udeležila se je številnih posvetovanj doma in v tujini ter objavila več strokovnih prispevkov. Posvetovanj se je udeleževala tudi v okviru mednarodnih strokovnih združenj IATUL (International Association of University Libraries) in IFLA  (International Federation of Library Associations and Institutions). Pomemben je njen delež pri organizaciji 13. IATUL konference, ki je 1989 potekala v Sloveniji. Prizadevala si je za pripravo slovenskih standardov za specialne knjižnice in podprla izdajo več strokovnih publikacij. Po upokojitvi je nadaljevala z raziskovanjem tem s področja specialnega bibliotekarstva, varstva kulturne dediščine in kulturne zgodovine. Se je pa Nada ukvarjala tudi s kulinarično dediščino, saj je leta 2014 izdala knjigo Omina kuhar'ca. 

## Odlikovanja in nagrade
- Leta 1990 je za svoje delo prejela Čopovo diplomo.
- Leta 2000 je prejela častni znak svobode Republike Slovenije. Odlikovanje je prejela za organizacijsko in strokovno delo pri uveljavljanju sodobnega knjižničarstva in arhivstva v Sloveniji[2]
- Leta 2012 je na podelitvi nagrad Mirka Šubica postala častna članica Društva restavratorjev Slovenije.[3]